# Toulx-Sainte-Croix
Toulx-Sainte-Croix [tul sɛ̃t kʁwa] (toullois : Tour) est une commune française située dans le département de la Creuse, en région Nouvelle-Aquitaine.

## Géographie

### Localisation
Toulx-Sainte-Croix se trouve à 9,7 km de Boussac (Creuse) et 37 km de Guéret.
| Malleret-Boussac         | Saint-Silvain-Bas-le-Roc |                    |
| Clugnat                  | Toulx-Sainte-Croix       | Lavaufranche       |
| Saint-Silvain-sous-Toulx | Trois-Fonds              | Bord-Saint-Georges |

### Géologie et relief
"Le Bourg de Toulx-Sainte-Croix est bâti sur une colline granitique à 655 m d'altitude, point culminant des monts de Toulx-Sainte-Croix.
Eminence remarquable dans le paysage Creusois, la butte de Toulx est couronnée d’un amas de grosses roches qui intrigue le visiteur : les "pierres jaumâtres". 
Les uns y voient les vestiges de puissantes fortifications gauloises qui auraient subi les vicissitudes des invasions romaines puis gothiques. 
Les autres y voient le résultat d’une évolution naturelle de la masse granitique primaire travaillée par le gel. Ce curieux paysage frappait d’autant plus nos anciens que les moutons et les chèvres en faisaient un quasi-désert végétal, rendant formidable les amas de blocs rocheux que l’on imaginait avoir été manipulés par nos robustes et presque mythiques ancêtres celtes. 
Aujourd’hui la végétation arbustive cache un peu cet aspect du paysage.
Carte de l'occupation des sols de Toulx-Sainte-Croix sur le Géoportail de l'ARB Nouvelle-Aquitaine : Entités paysagères:
Territoire communal : Occupation du sol (Corinne Land Cover); Cours d'eau (BD Carthage),
Géologie : Carte géologique; Coupes géologiques et techniques,
 Hydrogéologie : Masses d'eau souterraine; BD Lisa; Cartes piézométriques.
- Carte des paysages

### Hydrographie et les eaux souterraines
Cours d'eau traversant la commune :
- Les Bourdelles[1].
- La Moussière, branche-mère du ruisseau le Signollet, arrose le sud-ouest de la commune.

### Climat
Pour des articles plus généraux, voir Climat de la Nouvelle-Aquitaine et Climat de la Creuse.
Historiquement, la commune est exposée à un climat montagnard.  
En 2020, Météo-France publie une typologie des climats de la France métropolitaine dans laquelle la commune est exposée à un climat de montagne et est dans la région climatique  Ouest et nord-ouest du Massif Central, caractérisée par une pluviométrie annuelle de 900 à 1 500 mm, maximale en automne et en hiver.
Pour la période 1971-2000, la température annuelle moyenne est de 9,1 °C, avec une amplitude thermique annuelle de 15,3 °C. Le cumul annuel moyen de précipitations est de 1 138 mm, avec 13,5 jours de précipitations en janvier et 8,8 jours en juillet. Pour la période 1991-2020, la température moyenne annuelle observée sur la station météorologique la plus proche, située sur la commune de Boussac à 7 km à vol d'oiseau, est de 11,0 °C et le cumul annuel moyen de précipitations est de 896,4 mm,. Pour l'avenir, les paramètres climatiques de la commune estimés pour 2050 selon différents scénarios d'émission de gaz à effet de serre sont consultables sur un site dédié publié par Météo-France en novembre 2022.

## Urbanisme

### Typologie
Au 1er janvier 2024, Toulx-Sainte-Croix est catégorisée commune rurale à habitat très dispersé, selon la nouvelle grille communale de densité à 7 niveaux définie par l'Insee en 2022.
Elle est située hors unité urbaine et hors attraction des villes,.

### Occupation des sols
L'occupation des sols de la commune, telle qu'elle ressort de la base de données européenne d’occupation biophysique des sols Corine Land Cover (CLC), est marquée par l'importance des territoires agricoles (64 % en 2018), une proportion sensiblement équivalente à celle de 1990 (63,9 %). La répartition détaillée en 2018 est la suivante : 
prairies (53,5 %), forêts (35,4 %), zones agricoles hétérogènes (8,3 %), terres arables (2,2 %), zones urbanisées (0,7 %). L'évolution de l’occupation des sols de la commune et de ses infrastructures peut être observée sur les différentes représentations cartographiques du territoire : la carte de Cassini (XVIIIe siècle), la carte d'état-major (1820-1866) et les cartes ou photos aériennes de l'IGN pour la période actuelle (1950 à aujourd'hui).

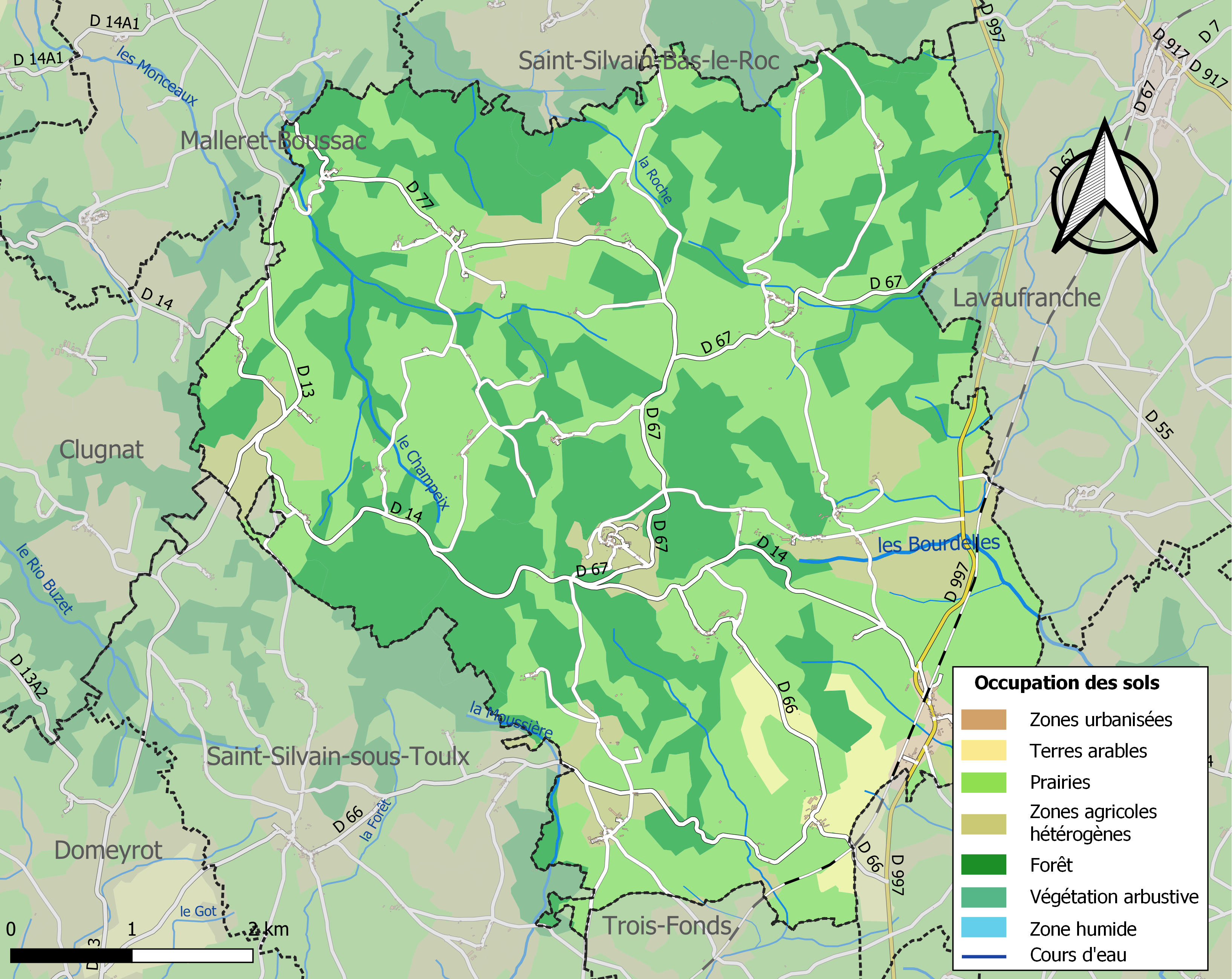
Carte des infrastructures et de l'occupation des sols de la commune en 2018 (CLC).

### Risques majeurs
Le territoire de la commune de Toulx-Sainte-Croix est vulnérable à différents aléas naturels : météorologiques (tempête, orage, neige, grand froid, canicule ou sécheresse) et séisme (sismicité faible). Il est également exposé à un risque particulier : le risque de radon. Un site publié par le BRGM permet d'évaluer simplement et rapidement les risques d'un bien localisé soit par son adresse soit par le numéro de sa parcelle.

#### Risques naturels

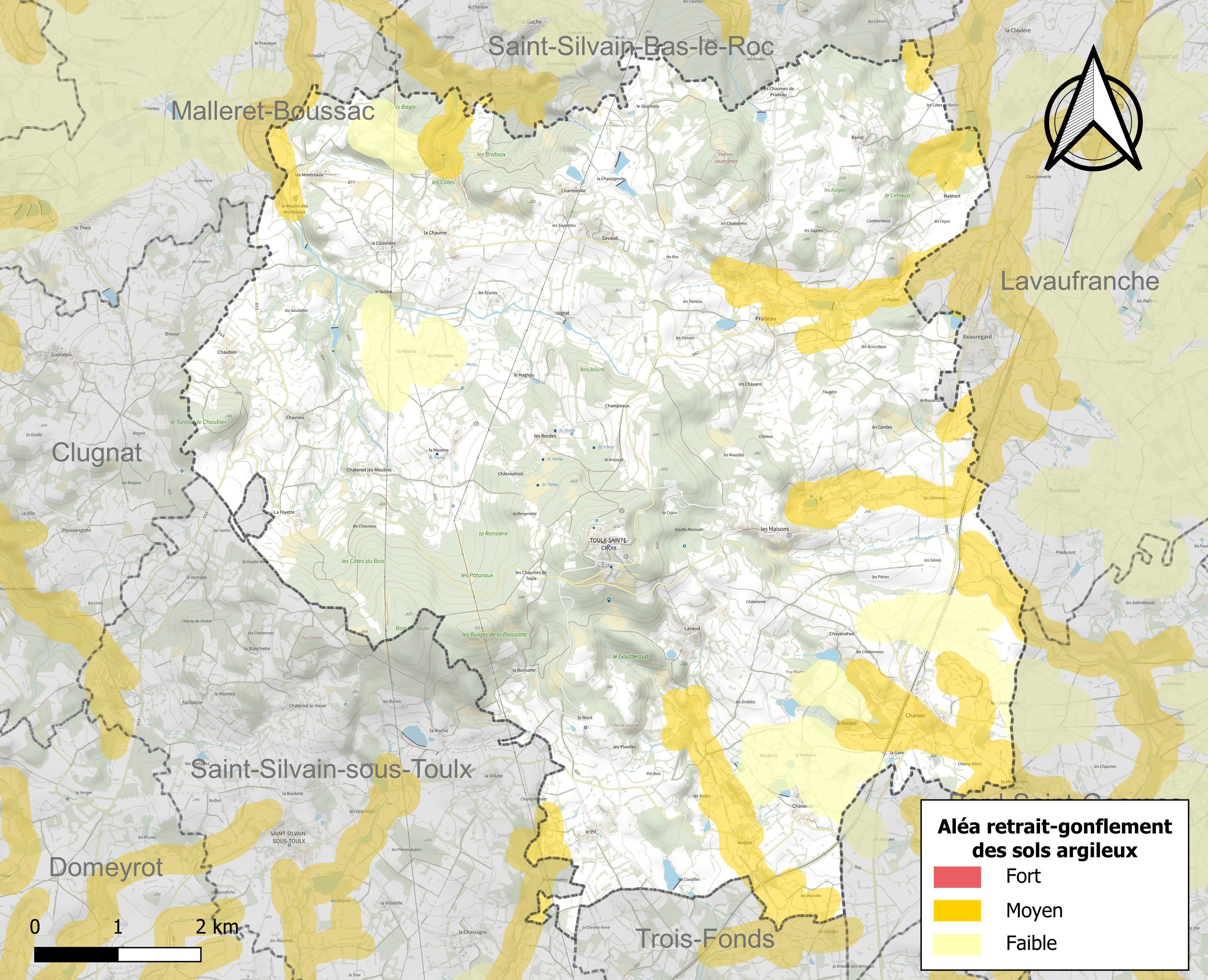
Carte des zones d'aléa retrait-gonflement des sols argileux de Toulx-Sainte-Croix.

Le retrait-gonflement des sols argileux est susceptible d'engendrer des dommages importants aux bâtiments en cas d’alternance de périodes de sécheresse et de pluie. 11,4 % de la superficie communale est en aléa moyen ou fort (33,6 % au niveau départemental et 48,5 % au niveau national). Sur les 297 bâtiments dénombrés sur la commune en 2019,  56 sont en aléa moyen ou fort, soit 19 %, à comparer aux 25 % au niveau départemental et 54 % au niveau national. Une cartographie de l'exposition du territoire national au retrait gonflement des sols argileux est disponible sur le site du BRGM,.
Par ailleurs, afin de mieux appréhender le risque d’affaissement de terrain, l'inventaire national des cavités souterraines permet de localiser celles situées sur la commune.
La commune a été reconnue en état de catastrophe naturelle au titre des dommages causés par les inondations et coulées de boue survenues en 1982 et 1999. Concernant les mouvements de terrains, la commune a été reconnue en état de catastrophe naturelle au titre des dommages causés par des mouvements de terrain en 1999.

#### Risque particulier
Dans plusieurs parties du territoire national, le radon, accumulé dans certains logements ou autres locaux, peut constituer une source significative d’exposition de la population aux rayonnements ionisants. Certaines communes du département sont concernées par le risque radon à un niveau plus ou moins élevé. Selon la classification de 2018, la commune de Toulx-Sainte-Croix est classée en zone 3, à savoir zone à potentiel radon significatif.

### Voies de communications et transports

#### Voies routières
- D 14 vers Bord-Saint-Georges.
- D 77 vers Lavaufranche.
- D 67 vers Pradeau.
- D 14 vers Chaubier.

#### Transports en commun
- Réseau TransCreuse.

##### SNCF
- Gare de Lavaufranche,
- Gare de Parsac-Gouzon,
- Gare d'Huriel,
- Gare de Busseau-sur-Creuse.

### Intercommunalité
Commune membre de la Creuse Confluence.

## Toponymie
Son nom varia selon les époques et d’après les documents anciens qui la concernent, nous pouvons lire : Tullum, signifiant « hauteur », en 1174, 1194, 1211, Prior de Tol au XIIe siècle, Ecclesia Sancti Martialis de Castello Tulli en 1158, Prior de Tullo en 1285, prieuré de Saint-Marcial de Toulx en 1495, Thoulx en 1561, Thoux-Sainte-Croix en 1703.
L’adjonction de Sainte-Croix à Toulx serait donc antérieure au XVIIIe siècle. L’église dont le patron était saint Martial aurait été alors consacrée à la sainte Croix.
Durant la Révolution, la commune, dont le nom est orthographié indifféremment Toulx-Sainte-Croix ou Toul-Sainte-Croix, porte, à compter de septembre 1793, le nom de Toulx ou Toul avec une interruption, de messidor à thermidor de l'an II, pour devenir passagèrement Toulx-la-Montagne.
Ses habitants sont appelés les Toullois.

## Histoire
Toulx-Sainte-Croix aurait été, jadis, un important village gaulois dont les habitations couvertes de chaume étaient défendues par une triple enceinte de murs de pierres. La première avait 1 600 m de circuit et 6 mètres d’épaisseur. Toulx devint gallo-romaine comme le prouvent les médailles que l’on y a trouvées. La présence d'enceintes de pierres est toutefois contestée par les géologues qui estiment que le chaos pierreux de la montagne de Toulx est d'origine naturelle.
Au cours du XIXe siècle s'est répandue l'idée qu'il y avait eu, au sommet des monts de Toulx-Sainte-Croix, un oppidum gaulois. L'archéologie ne le confirme pas. Une agglomération gallo-romaine nommée Tullum, est, elle, attestée par divers objets trouvés sur le site, succédant à des occupations plus anciennes. Ce village conserve une curieuse église romane.
Au IIIe siècle, saint Martial se dirigeant vers Limoges, se serait arrêté à Toulx. Il y aurait ressuscité le fils d’un notable et, ainsi, il aurait pu convertir au christianisme tous les habitants du lieu.
D’après la tradition, l’église de  Toulx aurait été construite sous la direction des chanoines d’Évaux (fin XIe à début XIIe siècle), l’église Saint-Pierre d’Évaux  aurait été érigée dans le même temps. Elle est curieusement amputée de son clocher. Un effondrement des trois premières travées en est la cause, il se situerait vers 1657-1660. Deux lions en granit sont flanqués à l’entrée de l’église et un troisième près du clocher. Généralement, on attribue leur sculpture à l’époque gallo-romaine, ils auraient servi de gardiens à des sépultures, à moins qu’ils n'aient servi de décoration à une fontaine, comme il semblerait que ce fut le cas pour un autre retrouvé au début du XXe siècle, non loin de Toulx-Sainte-Croix.
Des sarcophages contenant des restes humains ont été plusieurs fois retrouvés. Les cinq premiers le furent vers 1915-1920, par M. Antonin Aupetit. Quatre seraient de l'époque mérovingienne, un cinquième reconstitué en briques gallo-romaines, serait plus ancien. Ils sont conservés dans la base du clocher.
Une chapelle, aujourd’hui détruite, était dédiée à saint Martial. Les fidèles y venaient en pèlerinage le jour de la fête du saint, le 30 juin. Une fontaine dédiée à saint Martial, malheureusement détruite vers 1981, était réputée pour guérir les problèmes liés aux yeux.
La commune de Pradeau fut intégrée par ordonnance du 20 mai 1829 à la commune de Toulx-Sainte-Croix. Son nom s’est orthographié Pradaux sur divers documents, en 1212 (monasterium de Pradellis). Il y avait un prieuré séculier dont la fête était l’Assomption de la Sainte Vierge. Pradaux était une paroisse, avec cure, dès 1573. Elle était cependant dite annexe de Boussac en 1570, 1611, 1618, 1625, 1636. La fontaine de Saint-Blaise (au sortir du village, route de Toulx à Lavaufranche) facilitait la guérison des maladies du bétail.

## Politique et administration
| Période                                  | Période   | Identité            | Étiquette | Qualité             |
| ---------------------------------------- | --------- | ------------------- | --------- | ------------------- |
| Les données manquantes sont à compléter. |           |                     |           |                     |
| mars 1996                                | mars 2008 | Guy Brissat         |           |                     |
| 2008                                     | 2014      | Bernard De La Biche |           |                     |
| 2014                                     | En cours  | Christian Julliard  | Droite    | Exploitant agricole |

### Budget et fiscalité 2021
En 2021, le budget de la commune était constitué ainsi :
- total des produits de fonctionnement : 211 000 €, soit 808 € par habitant ;
- total des charges de fonctionnement : 218 000 €, soit 836 € par habitant ;
- total des ressources d'investissement : 1 000 €, soit 5 € par habitant ;
- total des emplois d'investissement : 13 000 €, soit 48 € par habitant ;
- endettement : 36 000 €, soit 137 € par habitant.

Avec les taux de fiscalité suivants :
- taxe d'habitation : 4,52 % ;
- taxe foncière sur les propriétés bâties : 25,82 % ;
- taxe foncière sur les propriétés non bâties : 15,90 % ;
- taxe additionnelle à la taxe foncière sur les propriétés non bâties : 0,00 % ;
- cotisation foncière des entreprises : 0,00 %.

Chiffres clés Revenus et pauvreté des ménages en 2020 : médiane en 2020 du revenu disponible, par unité de consommation : 166 000 €.

## Population et société

### Démographie

#### Pyramide des âges
L'évolution du nombre d'habitants est connue à travers les recensements de la population effectués dans la commune depuis 1793. Pour les communes de moins de 10 000 habitants, une enquête de recensement portant sur toute la population est réalisée tous les cinq ans, les populations de référence des années intermédiaires étant quant à elles estimées par interpolation ou extrapolation. Pour la commune, le premier recensement exhaustif entrant dans le cadre du nouveau dispositif a été réalisé en 2005.

En 2022, la commune comptait 252 habitants, en évolution de −4,91 % par rapport à 2016 (Creuse : −3,32 %, France hors Mayotte : +2,11 %).
| 1793  | 1800  | 1806  | 1821  | 1831  | 1836  | 1841  | 1846  | 1851  |
| ----- | ----- | ----- | ----- | ----- | ----- | ----- | ----- | ----- |
| 1 022 | 1 018 | 1 128 | 1 188 | 1 335 | 1 298 | 1 395 | 1 368 | 1 349 |

| 1856  | 1861  | 1866  | 1872  | 1876  | 1881  | 1886  | 1891  | 1896  |
| ----- | ----- | ----- | ----- | ----- | ----- | ----- | ----- | ----- |
| 1 380 | 1 279 | 1 293 | 1 247 | 1 310 | 1 270 | 1 302 | 1 192 | 1 227 |

| 1901  | 1906  | 1911  | 1921  | 1926 | 1931 | 1936 | 1946 | 1954 |
| ----- | ----- | ----- | ----- | ---- | ---- | ---- | ---- | ---- |
| 1 235 | 1 219 | 1 191 | 1 007 | 957  | 880  | 899  | 794  | 720  |

| 1962 | 1968 | 1975 | 1982 | 1990 | 1999 | 2005 | 2006 | 2010 |
| ---- | ---- | ---- | ---- | ---- | ---- | ---- | ---- | ---- |
| 645  | 570  | 507  | 435  | 361  | 304  | 304  | 303  | 297  |

| 2015 | 2020 | 2022 | - | - | - | - | - | - |
| ---- | ---- | ---- | - | - | - | - | - | - |
| 266  | 250  | 252  | - | - | - | - | - | - |

### Enseignement
Établissements d'enseignements :
- Écoles maternelles et primaires à Saint-Silvain-Bas-le-Roc, Lavaufranche, Boussac, Bord-Saint-Georges, Soumans.
- Collèges à Boussac, Parsac-Rimondeix, Châtelus-Malvaleix, Chénérailles, Huriel.
- Lycées à Le Chaussadis, Aubusson, Guéret[29].

### Santé
Professionnels et établissements de santé :
- Médecins à Peyrat-la-Nonière, Huriel, Sannat, Saint-Julien-la-Genète.
- Pharmacies à Soumans, Saint-Sulpice-les-Champs.
- Hôpitaux à Saint-Vaury, La Souterraine.

### Cultes
- Culte catholique, Église catholique de l'Est-Creuse : Paroisse Sainte-Croix-des-Deux-Creuse[31], Diocèse de Limoges.

## Économie

### Entreprises et commerces

#### Agriculture
- Élevage d'ovins et de caprins.
- Élevage de chevaux et d'autres équidés.
- Élevage d'autres bovins et de buffles.
- Culture de légumes, de melons, de racines et de tubercules

#### Tourisme
- Gîtes ruraux,
- Restaurant.
- Hébergements à Saint-Silvain-sous-Toulx, Boussac, Herculat, Ladapeyre.

#### Commerces
- Commerces et services.

## Culture locale et patrimoine

### Lieux et monuments
Patrimoine religieux :

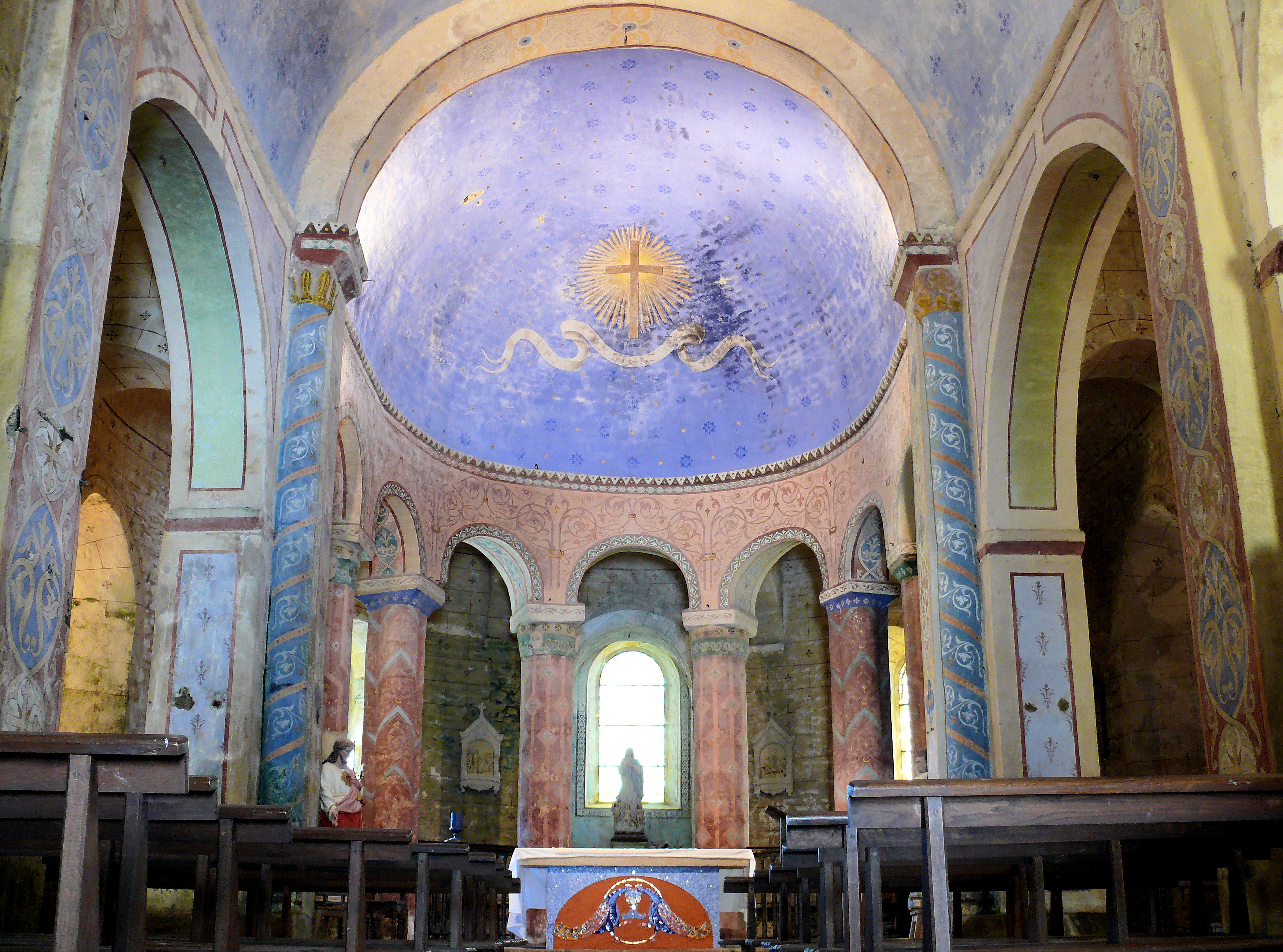
Église Saint-Martial.
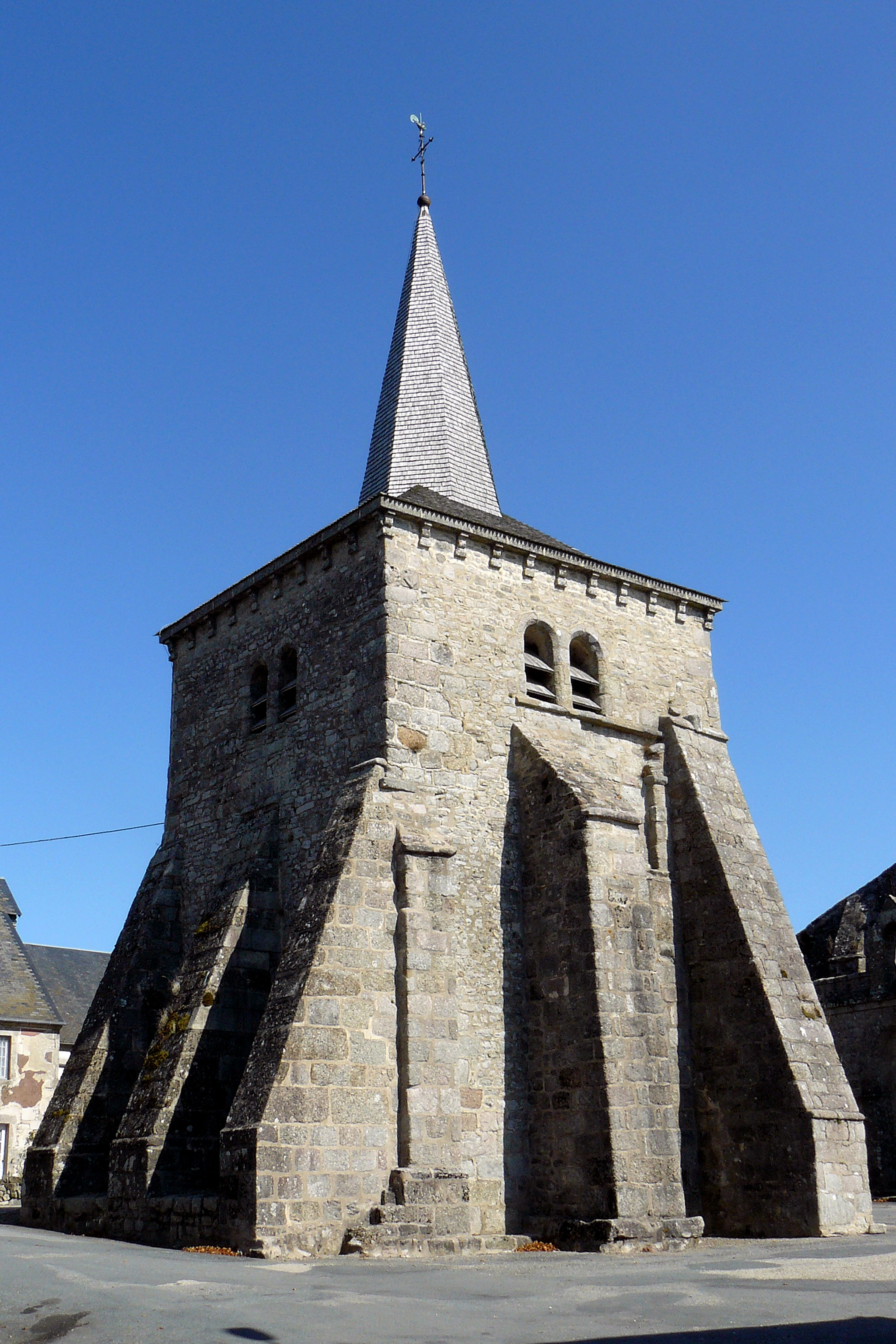
Le clocher séparé de l'église.
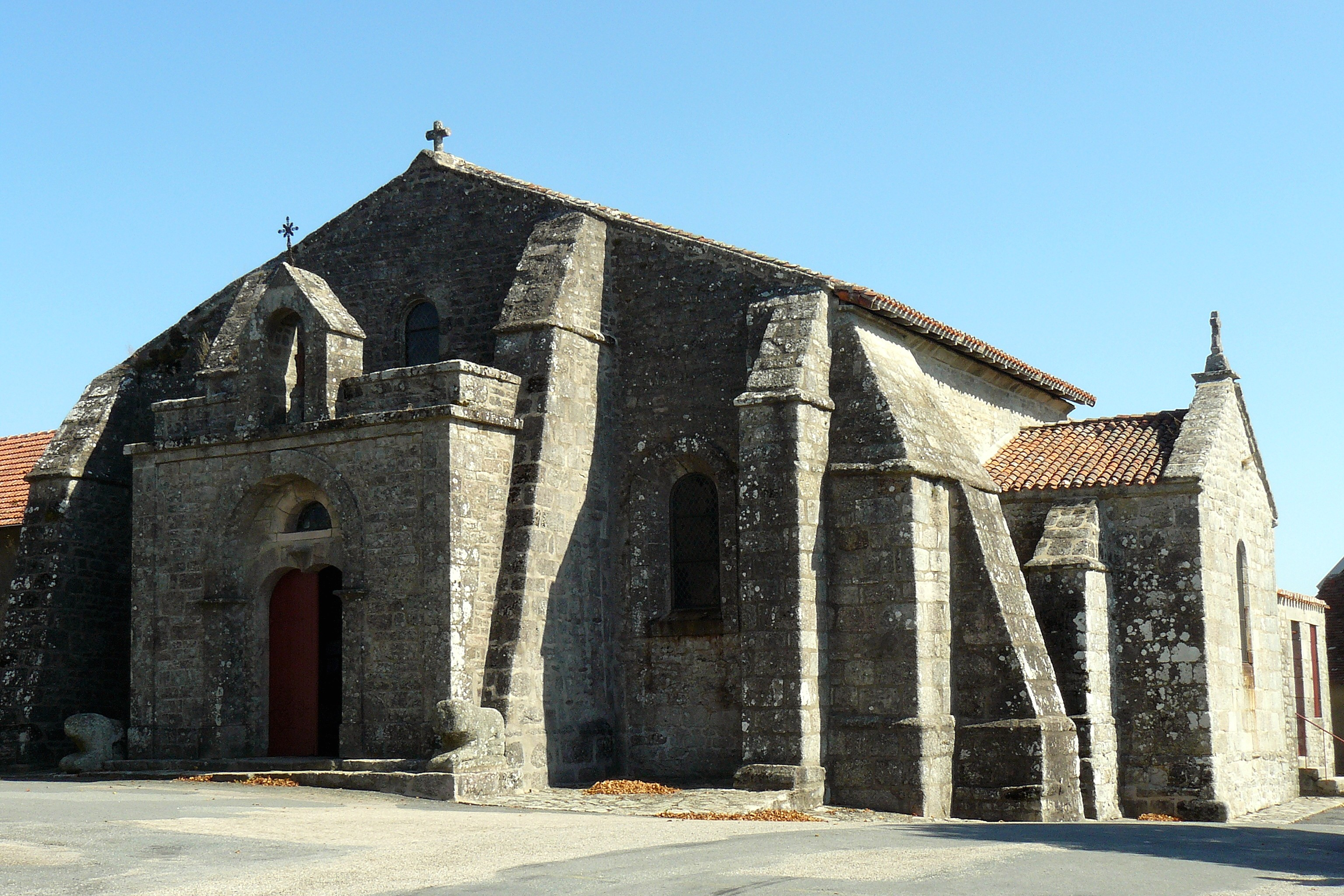
L'église romane (porche flanqué de lions).
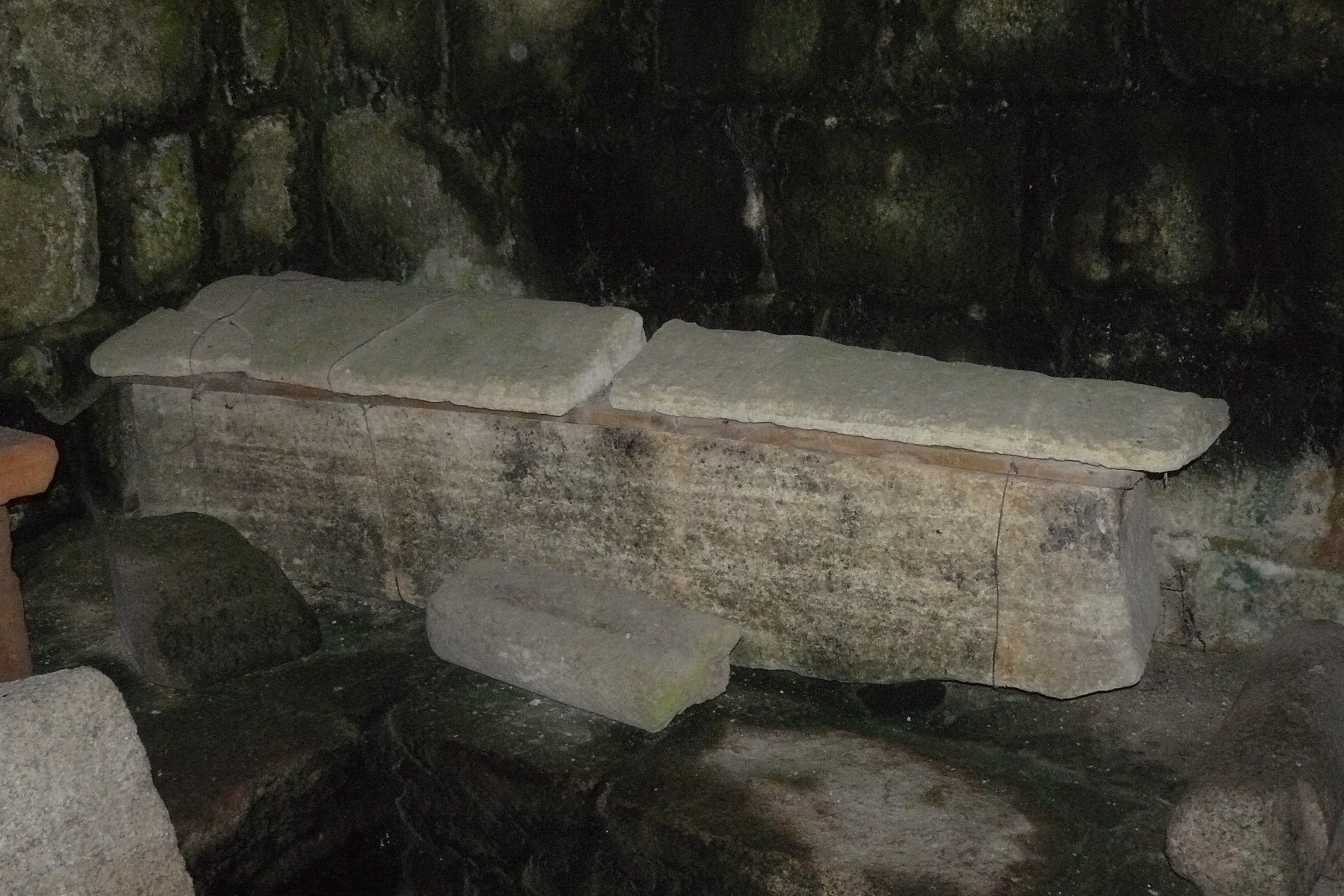
Sarcophage paléochrétien en calcaire.
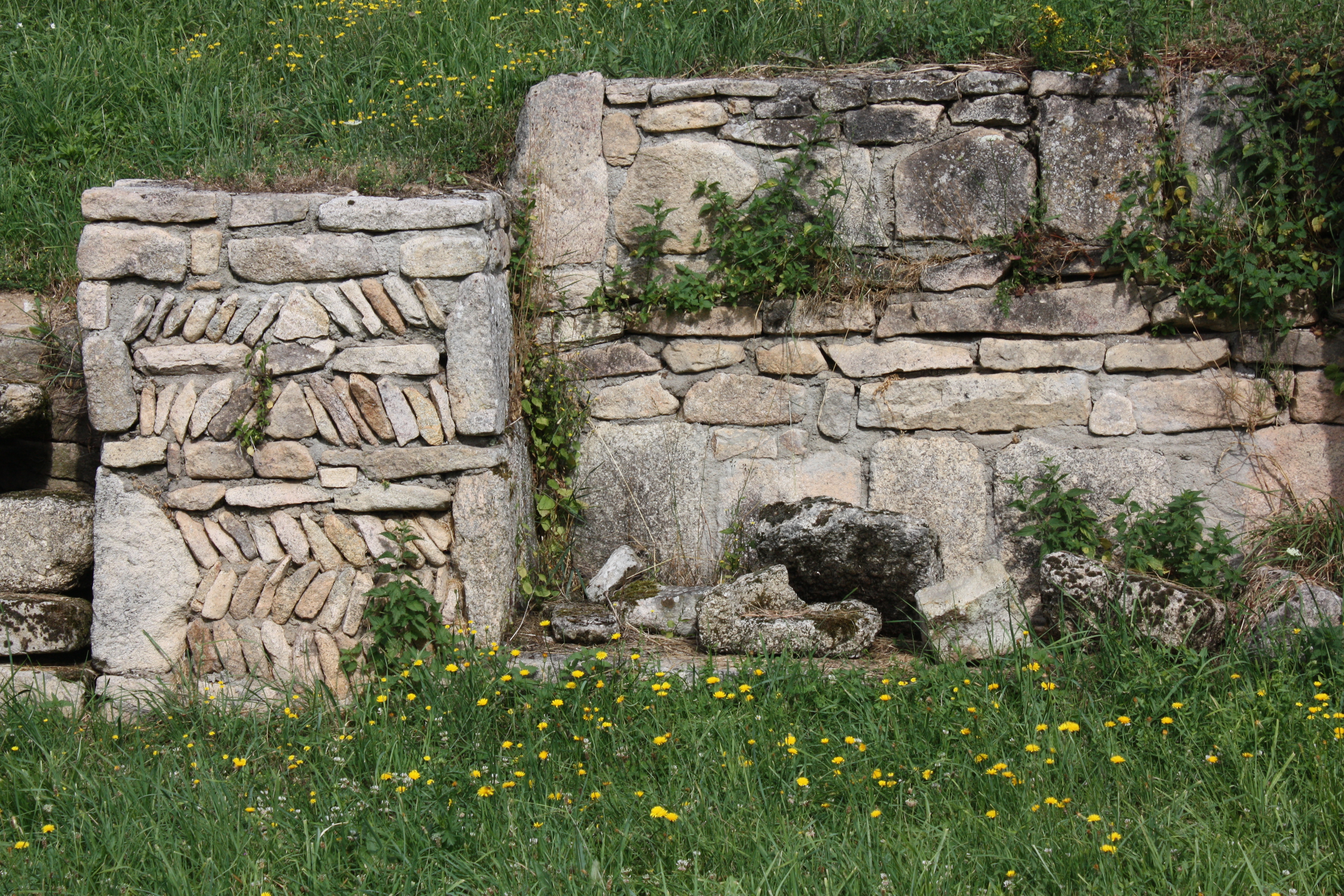
Chapelle Saint-Martial.

- L'église Saint-Martial, romane, à clocher séparé, dédiée à la sainte Croix et à saint Martial, apôtre du Limousin qui d'après la légende, y aurait commencé sa prédication. À la suite d'un écroulement ou d'une démolition, cette église du XIe siècle et du début du XIIe siècle (classée monument historique en 1986[32]), n'a plus sa longueur primitive, ce qui explique pourquoi aujourd'hui, le clocher est séparé[33].
- Les vestiges de la chapelle Saint-Martial, probablement construite sur un ancien lieu de culte romain. Sa partie la plus ancienne pourrait être contemporaine de la prédication de saint Martial. L'édifice est inscrit sur l'inventaire supplémentaire des monuments historiques en 1991[34].
- Les sarcophages mérovingiens dans la salle basse du clocher et dans les ruines de la chapelle Saint-Martial[35].
- Monument aux morts[36] : Conflits commémorés : Guerres 1914-1918 - 1939-1945 - AFN-Algérie (1954-1962).

Autres sites et patrimoines :

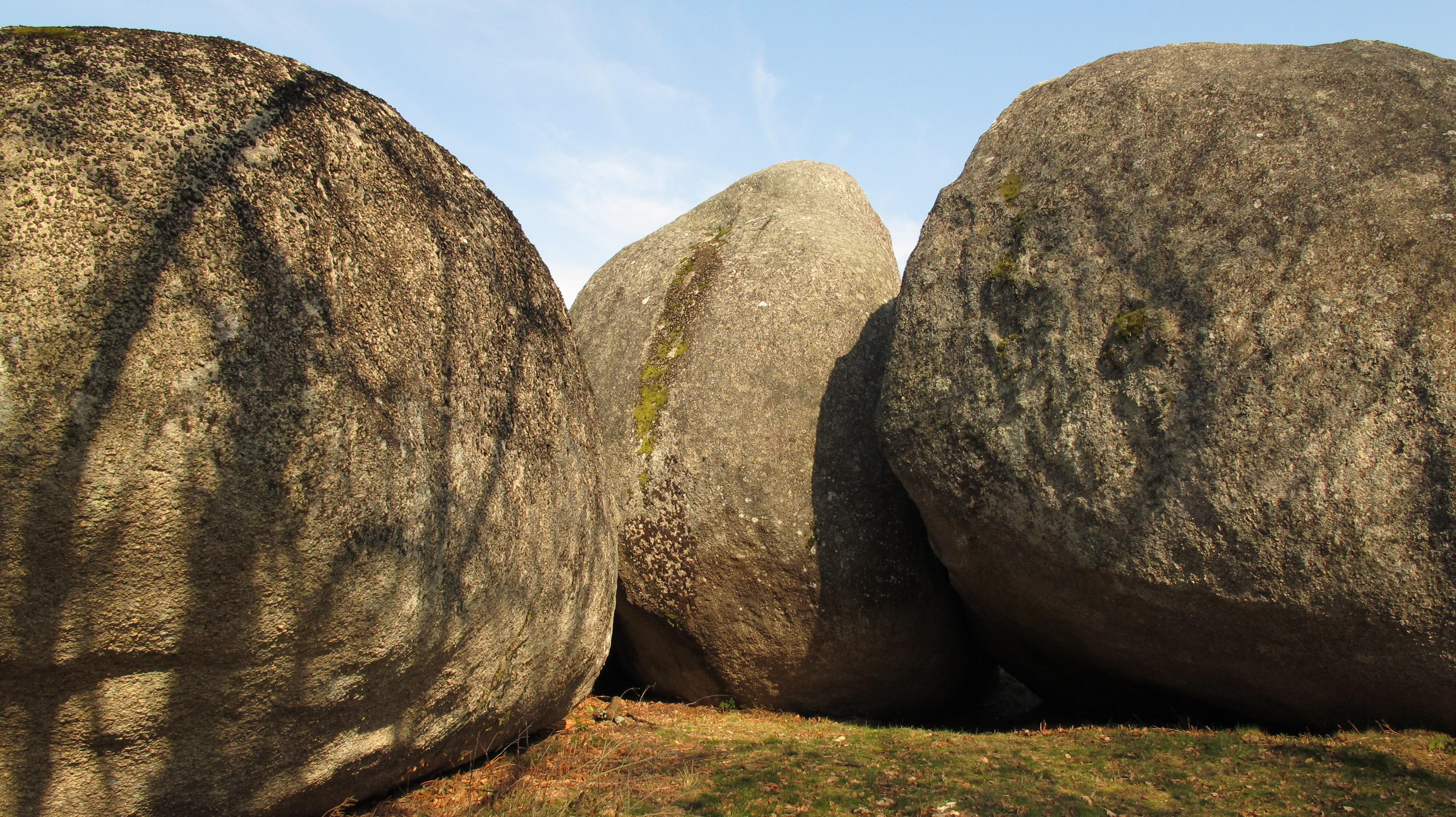
Les Pierres Jaumâtres
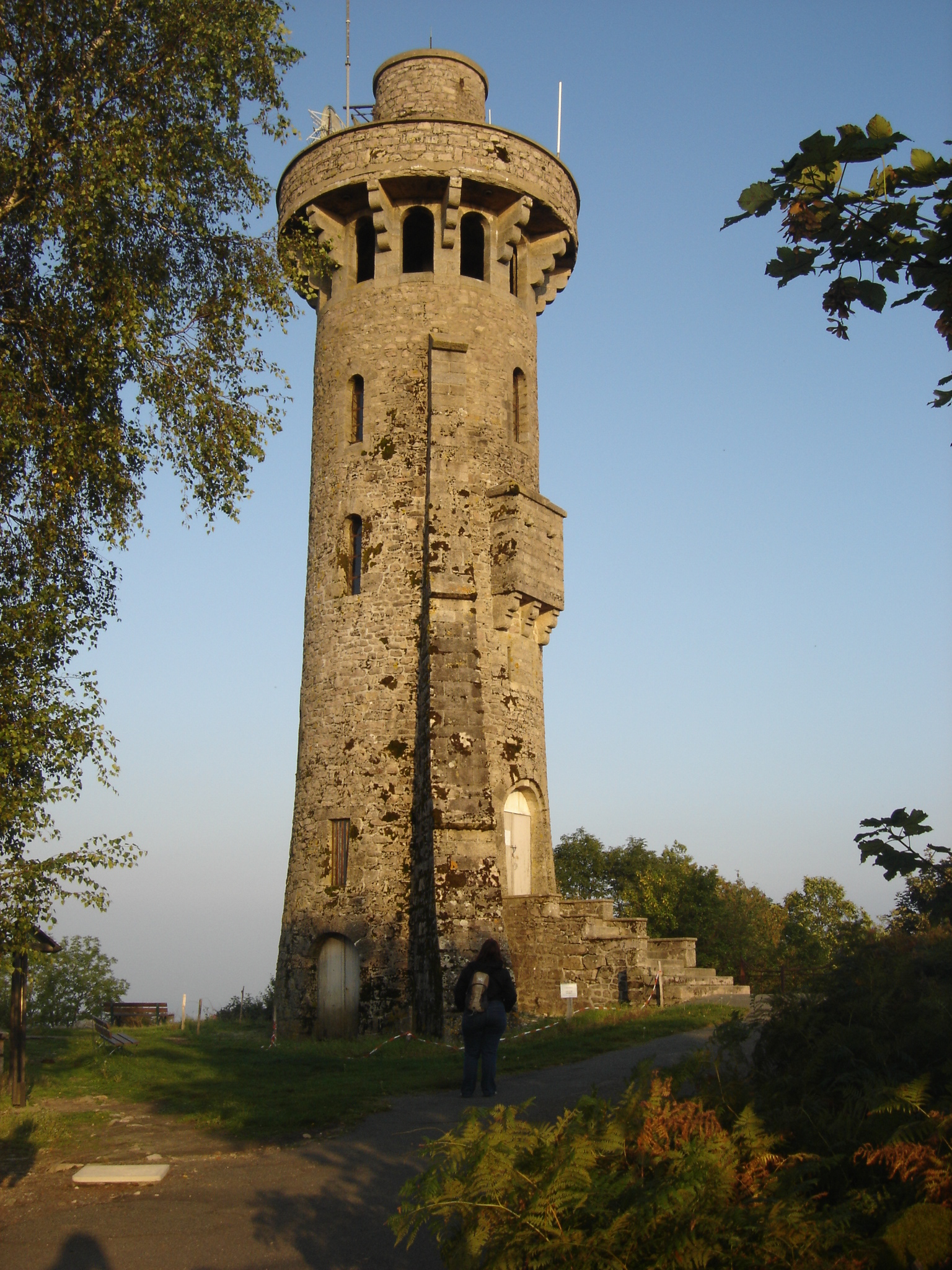
Tour d'observation panoramique
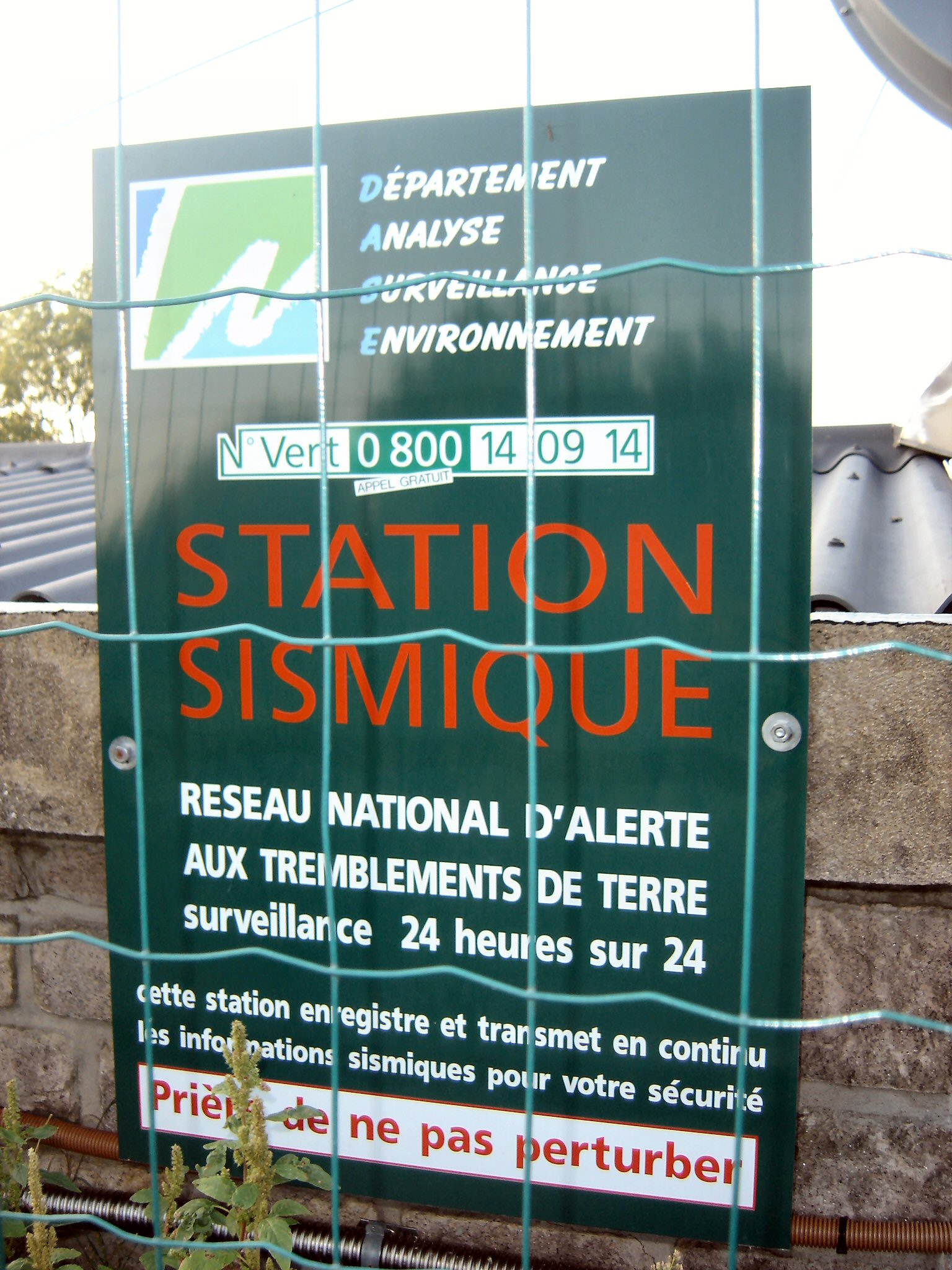
Station sismique
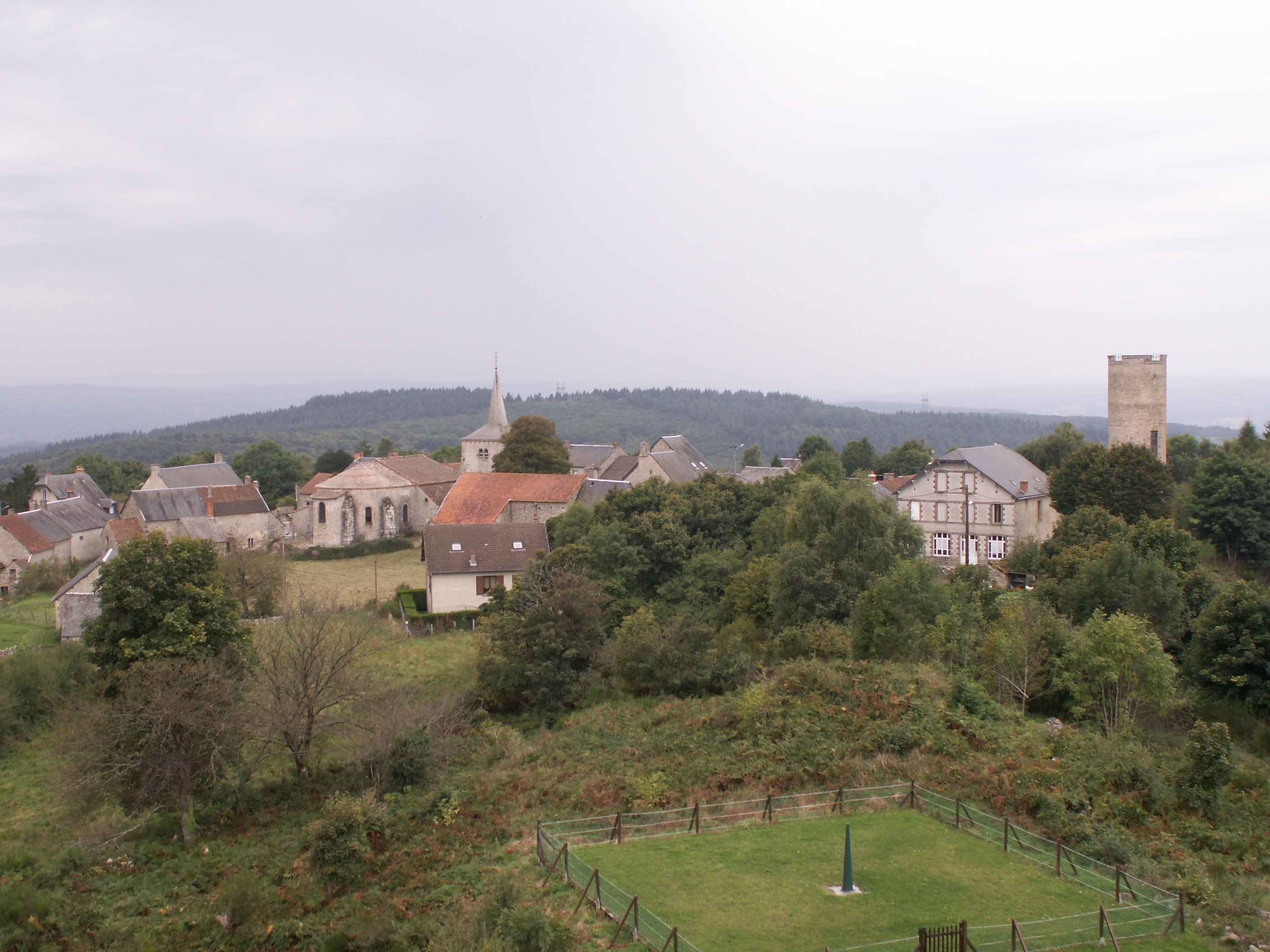
Antenne sismique vue du haut de la tour
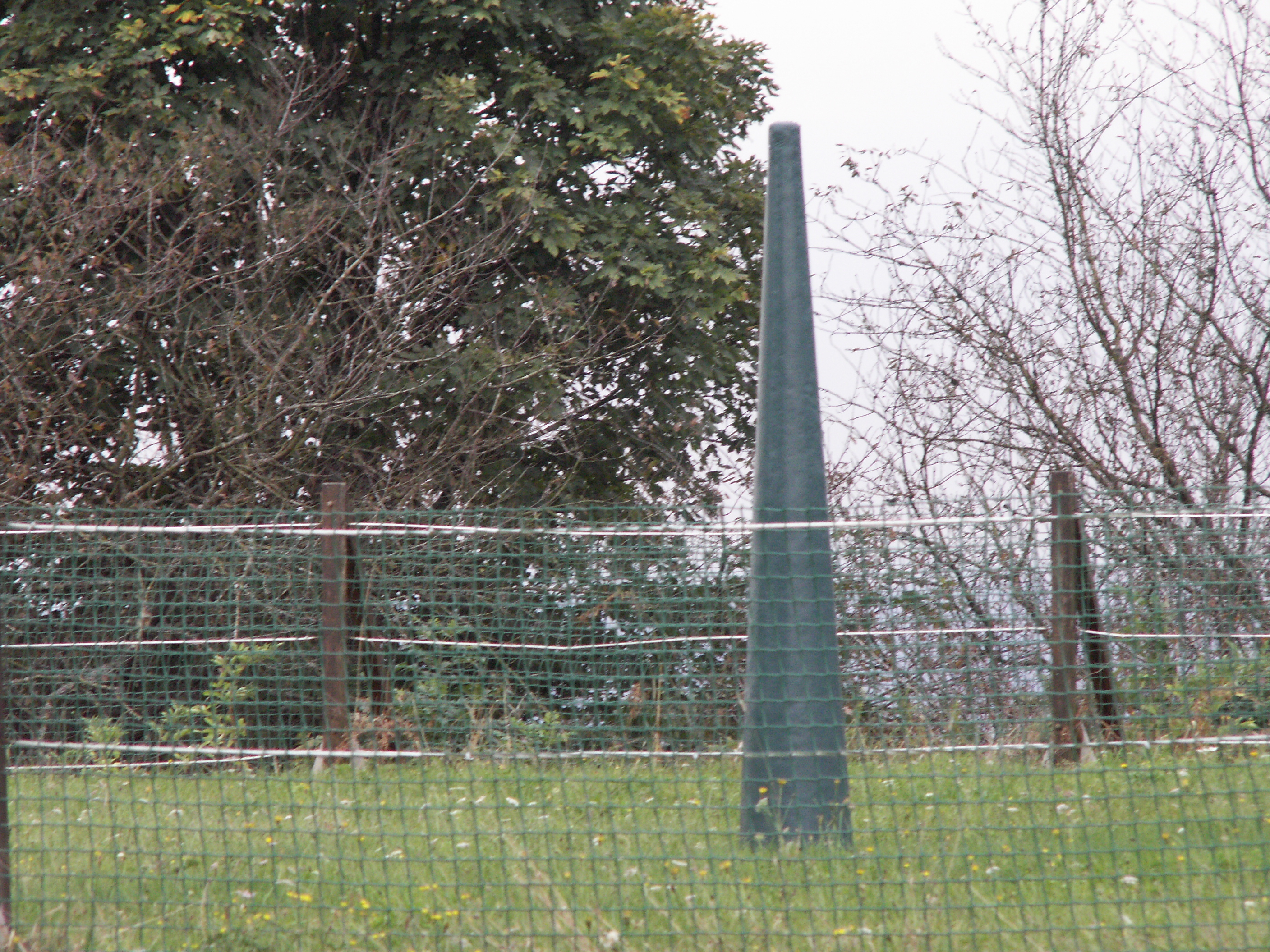
Antenne sismique

- La tour d'observation[37] édifiée sur les «Rochers de Brudalis» permet de voir un panorama à 360° du canton de Boussac, les Monts d’Auvergne, les plateaux du Berry ainsi que les monts du Limousin. Elle a été récemment rénovée. Sa construction, commencée en 1932 par l'abbé Aguillaume, s'arrêta en 1937 faute de moyens de financement. Elle reprit en 1956 et fut achevée pour supporter une antenne-relais pour la télévision jusqu'en 1972. Une table d'orientation permet de reconnaître les vastes horizons visibles.
- Les pierres Jaumâtres, situées sur le territoire de la commune sont des bizarreries granitiques (blocs en équilibre et de formes variées) dues à l'érosion en boule du granite[38]. Ces mégalithes de l'époque mésolithique sont classés au titre des monuments historiques en 1927[39].
- L'antenne sismique
- Le lavoir d'Hiver, restauré par l'association Pierres en Marche.Le lavoir d’hiver, patrimoine vernaculaire de la commune de Toulx Sainte Croix, a été construit au milieu du XIXème siècle. Il est situé dans un creux sur le flanc sud du Bourg. Sa situation géographique permettait aux lavandières de l’utiliser l’hiver. On accède au site sur le lieu-dit « le Goutteraud » par un sentier boisé qui part du bas du village. Il était encore utilisé au début du XXe siècle. C’est un ensemble qui comprend des murs de soutènement en pierres sèches, une fontaine typique creusoise et un lavoir semi-ovale.

### Personnalités liées à la commune
- André Guy (auteur)
- Claude Ribbe, écrivain.
- L'abbé Aguillaume, curé de la paroisse de 1907 à 1949, fut l'initiateur de la construction de la tour d'observation ; passionné par l'histoire de la commune, il préserva les découvertes archéologiques, sur Toulx, dans la base du clocher. Malheureusement, une partie fut pillée après le décès du protecteur.
- George Sand : l'action de son roman Jeanne, se passe aux Pierres Jaumâtres et à Boussac.
- Jean-François Barailon
- Emile Guiblain-Coquery (1884-1963), peintre, notamment ami de Pierre Loti et d'Aurore Sand, a passé à Toulx-Sainte-Croix les douze dernières années de sa vie. Il est enterré près de sa maison-atelier des Bruladis, aux côtés de son chien Babet.